# Deutsche Freie-Partie-Meisterschaft 2007/08
Die Deutsche Freie-Partie-Meisterschaft 2007/08 ist eine Billard-Turnierserie und fand vom 3. bis zum 4. November 2007 in Bad Wildungen
zum 40. Mal statt.

## Geschichte
Mit einer großen Überraschung endete diese Deutsche Meisterschaft. Es siegte der Kemptener Dieter Steinberger. Der eigentliche Topfavorit Sven Daske spielte eine sehr gute Vorrunde und verlor gegen den stark spielenden Thomas Berger aus Wiesbaden im Halbfinale mit 0:300 in nur einer Aufnahme. Da Steinberger im Finale auch noch Berger besiegte, war der Erfolg am Ende verdient.
Die Ergebnisse sind aus eigenen Unterlagen. Ergänzt wurden Informationen aus der österreichischen Billard-Zeitung Billard und der Enzyklopädie des Billardsports.

## Modus
Gespielt wurden zwei Vorrundengruppen à vier Spieler im Round-Robin-Modus bis 300 Punkte oder 15 Aufnahmen. Die zwei Gruppenbesten kamen ins Halbfinale und spielten den Sieger aus
Die Endplatzierung ergab sich aus folgenden Kriterien:
1. Matchpunkte
2. Generaldurchschnitt (GD)
3. Höchstserie (HS)

## Teilnehmer
1. Sven Daske (Hilden) Titelverteidiger
2. Thomas Berger (Wiesbaden)
3. Christian Jansen (Bochum)
4. Christian Mooren (Wesel)
5. Frank Müller (Vötting-Weihenstephan)
6. Arnd Riedel (Wedel)
7. Franzel Simon (Neustadt-Orla)
8. Dieter Steinberger (Kempten)

## Turnierverlauf

### Gruppenphase
| MP    | Match Points (Sieger = 2; Unentschieden = 1; Verlierer = 0) |
| Pkte. | Erzielte Karambolagen                                       |
| Aufn. | Benötigte Versuche                                          |
| GD    | Generaldurchschnitt                                         |
| BED   | Bester Einzeldurchschnitt eines Spielers                    |
| HS    | Höchstserie                                                 |
|       | Bester GD des Turniers                                      |
|       | Bester ED des Turniers                                      |
|       | Beste HS des Turniers                                       |
|       | 1. Platz (Gold)                                             |
|       | 2. Platz (Silber)                                           |
|       | 3. Platz (Bronze)                                           |

| Platz                      | Name               | MP  | Pkte. | Aufn. | GD    | BED    | HS  |
| -------------------------- | ------------------ | --- | ----- | ----- | ----- | ------ | --- |
| 1                          | Sven Daske         | 6:0 | 900   | 10    | 90,00 | 300,00 | 300 |
| 2                          | Dieter Steinberger | 4:2 | 619   | 12    | 51,58 | 100,00 | 204 |
| 3                          | Christian Jansen   | 2:4 | 366   | 15    | 24,40 | 27,27  | 212 |
| 4                          | Franzel Simon      | 0:6 | 223   | 23    | 9,70  | –      | 48  |
| Gruppendurchschnitt: 23,89 |                    |     |       |       |       |        |     |

| Platz                      | Name             | MP  | Pkte. | Aufn. | GD    | BED    | HS  |
| -------------------------- | ---------------- | --- | ----- | ----- | ----- | ------ | --- |
| 1                          | Frank Müller     | 6:0 | 900   | 20    | 45,00 | 60,00  | 263 |
| 2                          | Thomas Berger    | 4:2 | 813   | 10    | 81,30 | 300,00 | 300 |
| 3                          | Arnd Riedel      | 2:4 | 356   | 17    | 20,94 | 42,85  | 286 |
| 4                          | Christian Mooren | 0:6 | 317   | 17    | 18,65 | –      | 142 |
| Gruppendurchschnitt: 37,28 |                  |     |       |       |       |        |     |

### Finalrunde
| 1. Halbfinale      |     |     |    |        |        |     |
| Sven Daske         | 0:2 | 0   | 1  | 0,00   | –      | 0   |
| Thomas Berger      | 2:0 | 300 | 1  | 300,00 | 300,00 | 300 |
| 2. Halbfinale      |     |     |    |        |        |     |
| Frank Müller       | 0:2 | 152 | 12 | 12,66  | –      | 48  |
| Dieter Steinberger | 2:0 | 300 | 12 | 25,00  | 25,00  | 92  |

| Finale             |     |     |   |        |        |     |
| Thomas Berger      | 0:2 | 78  | 3 | 26,00  | –      | 41  |
| Dieter Steinberger | 2:0 | 300 | 3 | 100,00 | 100,00 | 281 |

## Abschlusstabelle
| MP    | Match Punkte (Sieger = 2; Unentschieden = 1; Verlierer = 0) |
| SV    | Satzverhältnis (nur bei Turnieren im Satzsystem)            |
| Pkte. | Erzielte Karambolagen                                       |
| Aufn. | benötigte Aufnahmen                                         |
| GD    | Generaldurchschnitt                                         |
| MGD   | Mannschafts-Generaldurchschnitt                             |
| BED   | Bester Einzeldurchschnitt eines Spielers                    |
| BEMD  | Bester Einzeldurchschnitt einer Mannschaft                  |
| BSD   | Bester Satzdurchschnitt eines Spielers                      |
| HS    | Höchstserie                                                 |
| WRP   | Weltranglistenpunkte                                        |

| Klassement                 | Klassement | Klassement         | Klassement | Klassement | Klassement | Klassement | Klassement | Klassement | Klassement |
| Phase                      | Platz      | Name               | MP         | Pkt.       | Aufn.      | GD         | BED        | HS         |            |
| -------------------------- | ---------- | ------------------ | ---------- | ---------- | ---------- | ---------- | ---------- | ---------- | ---------- |
| Finale                     | 1          | Dieter Steinberger | 8:2        | 1219       | 27         | 45,14      | 100,00     | 281        |            |
| Finale                     | 2          | Thomas Berger      | 6:4        | 1191       | 14         | 85,07      | 300,00     | 300        |            |
| Halb- finale               | 3          | Sven Daske         | 6:2        | 900        | 11         | 81,81      | 300,00     | 300        |            |
| Halb- finale               | 3          | Frank Müller       | 6:2        | 1052       | 32         | 32,87      | 60,00      | 263        |            |
| Gruppen- phase             | 5          | Christian Jansen   | 2:4        | 366        | 15         | 24,40      | 27,27      | 212        |            |
| Gruppen- phase             | 6          | Arnd Riedel        | 2:4        | 356        | 17         | 20,94      | 42,85      | 286        |            |
| Gruppen- phase             | 7          | Christian Mooren   | 0:6        | 317        | 17         | 18,65      | –          | 142        |            |
| Gruppen- phase             | 8          | Franzel Simon      | 0:6        | 223        | 23         | 9,70       | –          | 48         |            |
| Turnierdurchschnitt: 36,05 |            |                    |            |            |            |            |            |            |            |